# Дежно-при-Маколах
Дежно-при-Маколах (словен. Dežno pri Makolah) — поселення в общині Маколе, Подравський регіон‎, Словенія.